# Shannon Williams
Shannon Ahrum Williams Lees (hangul: 샤넌 아름 윌리엄스 리즈; nascida em 26 de maio de 1998), conhecida simplesmente como Shannon, é uma artista britânica ativa na Coreia do Sul. Ela atuou através da DAP Sound, uma divisão da MBK Entertainment, encerrando seu contrato no início de 2019. Atualmente segue carreira independente com um canal no YouTube, onde posta covers, entre outros conteúdos.

## Biografia
O pai de Shannon, Chris Williams Lees, é galês. Sua mãe, Jungmi Kim, é coreana. Seu nome coreano é Areum.
Shannon também é conhecida como 'Shannon Pix', que é o nome que surgiu erroneamente durante sua apresentação no Star King da SBS. De acordo com sua conta oficial no Twitter, uma vez ela considerou usar "Shannon Pix" como seu nome artístico em vez de "Shannon Williams".
Shannon tem dois meio-irmãos, gêmeos, Christian Lees e Jonah Lees, do relacionamento anterior de seu pai. Ambos são atores e músicos.

### 2011-2013: Pré-estreia
Enquanto frequentava a Sylvia Young Theatre School no Reino Unido, com a idade de sete anos, Shannon recebeu o papel de Cosette em apresentações musicais de Les Misérables. Em 2010, ela foi para a Coreia do Sul para figurar no Star King da SBS. No programa, ela expressou sua excelência no canto, recebendo maiores atenções em 2011.
Em 2011, ela assinou com a Core Contents Media (CCM) e conseguiu um contrato de exclusividade com eles.
Em 2012, ela lançou um álbum single, Day and Night, com Areum, ex-integrante do T-ara, e Gun-ji do Gavy NJ.
Em 2013, Shannon foi escolhida como nova integrante do F-ve Dolls. No entanto, em julho de 2013, antes de retornar ao F-ve Dolls, Shannon retirou-se. A razão é que ela queria ser como BoA.
Na sequência dos comentários, sua agência, CCM, lançou um plano para estreá-la como artista solo, que levaria cerca de 1 a 2 anos de treinamento.

### 2014: Estreia com "Daybreak Rain"
Em 18 de janeiro de 2014, ela apresentou "Good Day" de IU e "Listen" de Beyoncé na rodada King of King do programa Hidden Singer 2 da JTBC, mas não conseguiu chegar à fase final.
Em 29 de janeiro de 2014, ela lançou seu novo single, "Remember You", que contou com Jongkook do SPEED.
Em 12 de fevereiro de 2014, ela e Dani do T-ara N4 apresentou "Let It Go", uma canção do filme Frozen, e "Diamonds" de Rihanna, na apresentação da banda SPEED na SBS MTV chamada Speed Day.
Em 1 de dezembro de 2014, ela lançou seu single de estreia, "Daybreak Rain", que estreou na 32ª posição da parada digital da Gaon. Em 26 de dezembro de 2014, ela lançou um single de colaboração, "Breath", com Vasco e Giriboy.

### 2015-presente:EIGHTEEN e estreia como atriz
Em 5 de março de 2015, Shannon anunciou o lançamento de seu primeiro mini-álbum EIGHTEEN e a faixa principal "Why Why". Neste lançamento, ela usou o nome artístico Shannon Williams. Em 17 de setembro de 2015, foi anunciado que ela estaria presente no drama Moorim School como Shannon, que estreiou em 11 de janeiro de 2016. Shannon cloaborou com BJ Sohee-chan na música "Lachrymal Gland", como parte do 2gether project em 2 de março.
De 20 de novembro de 2016 a 9 de abril de 2017, ela participou do reality show K-pop Star 6: The Last Chance. Ela competiu contra outros traines e cantores talentosos na esperança de marcar um contrato que concederia as promoções vencedoras do SM, YG e JYP Entertainment. Shannon recebeu elogios por sua capacidade de canto técnico, mas foi criticada por sua falta de emoção. Ela foi selecionada para o grupo de YG e cantou músicas como "Man in the Mirror", "Who's Your Mama", "Happy" e "Is not No Other Man". Ela avançou para o Top 4 (semifinais) antes de ser eliminada. Foi dito pela gravadora de Shannon "MBK Entertainment", que ela estará fazendo um retorno no segundo semestre de 2017. 
Depois do sucesso do Kpop Star, em 27 de junho de 2017, Shannon lançou seu single Love Don't Hurt, ainda sob o selo MBK, contando com uma versão em inglês com participação de Amber, do F(x). E em 1 de agosto do mesmo ano, retornou com o mini-álbum Hello, com duas faixas: Hello, a title e Goodbye, uma balada que combina perfeitamente com a voz forte e doce de Shannon. No início de 2019, anunciou sua saída da companhia; com o fim do contrato, passou a trabalhar como artista independente, produzindo musicas autorais e fazendo sua divulgação com a ajuda de um canal no YouTube, onde lançou covers como Speechless, OST de Aladdin.

## Discografia

### EPs
| Título                                                                                      | Detalhes do álbum                                                                                                 | Melhores posições nas paradas | Vendas      |
| Título                                                                                      | Detalhes do álbum                                                                                                 | KOR                           | Vendas      |
| ------------------------------------------------------------------------------------------- | --- | ----------------------------- | ----------- |
| Eighteen                                                                                    | - Lançamento: 5 de março de 2015 - Gravadora: MBK Entertainment, Universal Music - Formatos: CD, download digital | 17                            | - KOR: 794+ |
| Hello                                                                                       | - Lançamento: 28 de julho de 2017 - Gravadora: MBK Entertainment, Interpark - Formatos: CD, download digital      | —                             | ASA         |
| "—" indica lançamento que não figuraram nas paradas ou que não foram lançados nessa região. | |                               |             |

### Singles
| Ano  | Título                                 | Melhores posições nas paradas | Vendas  | Álbum    |
| Ano  | Título                                 | KOR                           | Vendas  | Álbum    |
| Ano  | Título                                 | Gaon                          | Vendas  | Álbum    |
| ---- | -------------------------------------- | ----------------------------- | ------- | -------- |
| 2014 | "Daybreak Rain"                        | 32                            | 66.255+ | Eighteen |
| 2015 | "Why Why"                              | 100                           | 14.713+ | Eighteen |
| 2017 | "Love Don't Hurt" (featuring Lil' Boi) | —                             | —       | Hello    |
| 2017 | "Hello"                                | —                             | —       | Hello    |

### Colaborações e trilhas sonoras
| Ano  | Canção                     | Álbum                        | Notas                                                  |
| ---- | -------------------------- | ---------------------------- | ------------------------------------------------------ |
| 2012 | "My Love"                  | Together                     | Participação na canção de Yangpa                       |
| 2012 | "Day and Night (Love All)" | Day and Night                | Com Areum, ex-integrante do T-ara, e Gun-ji do Gavy NJ |
| 2014 | "Remember You"             | Remember You                 | Participação de Jongkook do SPEED                      |
| 2014 | "Breath"                   | Breath                       | Com Vasco e Giriboy                                    |
| 2015 | "Remember and Love"        | Shine or Go Crazy OST        | Solo                                                   |
| 2015 | "Love X Go Away"           | Falling                      | Com Yook Ji-dam                                        |
| 2016 | "Lachrymal Gland"          | 2getherProject               | Com BJ Sohee-chan                                      |
| 2018 | "Blue"                     | Dunia - Into a New World OST | Com DinDin                                             |
| 2019 | "Wind"                     | Item OST                     | Solo                                                   |

## Filmografia

### Teatro musical
| Ano  | Título         | Papel        |
| ---- | -------------- | ------------ |
| 2008 | Oliver Twist   | Oliver Twist |
| 2009 | Les Misérables | Cosette      |

### Dramas de televisão
| Ano  | Título        | Papel   | Rede |
| ---- | ------------- | ------- | ---- |
| 2016 | Moorim School | Shannon | KBS2 |

### Programas de variedades
| Ano                  | Título                                               | Episódios          |
| -------------------- | ---------------------------------------------------- | ------------------ |
| 2010–2011, 2013–2014 | Star King                                            | 172, 198, 392, 393 |
| 2013–2014            | Hidden Singer 2                                      | 7, 14–16           |
| 2014                 | Hidden Singer 3                                      | 10, 15             |
| 2015                 | Immortal Songs 2                                     | 185                |
| 2015                 | Charles the Next Door Neighbor                       | 6–9                |
| 2015                 | 2015 Autumn Season Idol Star Athletics Championships | 1–2                |
| 2016–2017            | Kpop Star 6                                          | TOP 4              |
| 2017                 | King of Masked Singer                                |                    |

## Videografia

### Vídeos musicais
| Ano  | Título          | Duração | Notas                                                 |
| ---- | --------------- | ------- | ----------------------------------------------------- |
| 2012 | Day and Night   | 3:34    | Com Areum, ex-integrante do T-ara, e Gunji do Gavy NJ |
| 2014 | Remember You    | 4:32    | Com Jungkook do SPEED                                 |
| 2014 | Daybreak Rain   | 3:57    |                                                       |
| 2014 | Breath          | 3:49    | Com Vasco e Giriboy                                   |
| 2015 | Why Why         | 5:49    |                                                       |
| 2016 | Lachrymal Gland | 3:27    | Com BJ Sohee-Chan                                     |
| 2017 | Love Don't Hurt | 3:33    | Featuring Lil Boi                                     |
| 2017 | Hello           | 3:34    |                                                       |